# Американская кристаллографическая ассоциация
Американская кристаллографическая ассоциация (англ. American Crystallographic Association, ACA) — некоммерческое научное общество, объединяющее учёных, работающих в области кристаллографии и изучающих структуру вещества на атомном и молекулярном уровнях. Основано в 1949 году. Член Американского института физики.

## Состав
По состоянию на 2010 год членами общества являются более 2200 учёных из 60 стран мира.

## Издательская деятельность
Обществом издаются труды общества, книги с программами и аннотациями докладов проводимых обществом встреч, съездов и конференций, а также монографии.

## Медали и премии
Американская кристаллографическая ассоциация присуждает ряд научных медалей и премий за достижения в области кристаллографии и смежных наук:
- Премия Уоррена — вручается с 1970 года раз в три года
- Премия Бюргера — вручается с 1985 года раз в три года
- Премия Фанкучена — вручается с 1971 года раз в три года
- Премия Паттерсона — вручается с 1981 года раз в три года
- Премия Трублада — вручается с 2001 года раз в три года
- Литературная премия Вуда — вручается с 1997 года раз в три года
- Премия Маргарет Эттер за раннюю карьеру — вручается ежегодно с 2003 года
- Студенческая премия Маргарет Эттер — вручается ежегодно с 2003 года, сопровождается традиционной лекцией лауреата
- Премия Саппера — за исключительный вклад в развитие кристаллографического оборудования
- Премия Американской кристаллографической ассоциации за государственные заслуги — вручается государственным и общественным деятелям, внёсшим вклад в поддержку науки
- Премия Американской кристаллографической ассоциации за заслуги

## История
Американская кристаллографическая ассоциация было основано в 1949 году путём слияния Американского общества дифракции рентгеновского излучения и электронов (англ. American Society for X-Ray and Electron Diffraction, ASXRED) и Кристаллографического общества Америки (англ. Crystallographic Society of America, CSA).
В 1966 году ассоциация вошла в состав Американского института физики.